# Piton Grand Fond
Le piton Grand Fond est un sommet situé sur l'île de Basse-Terre en Guadeloupe.
S'élevant à 641 mètres d'altitude, il se trouve sur la limite des territoires des communes de Pointe-Noire et de Deshaies.

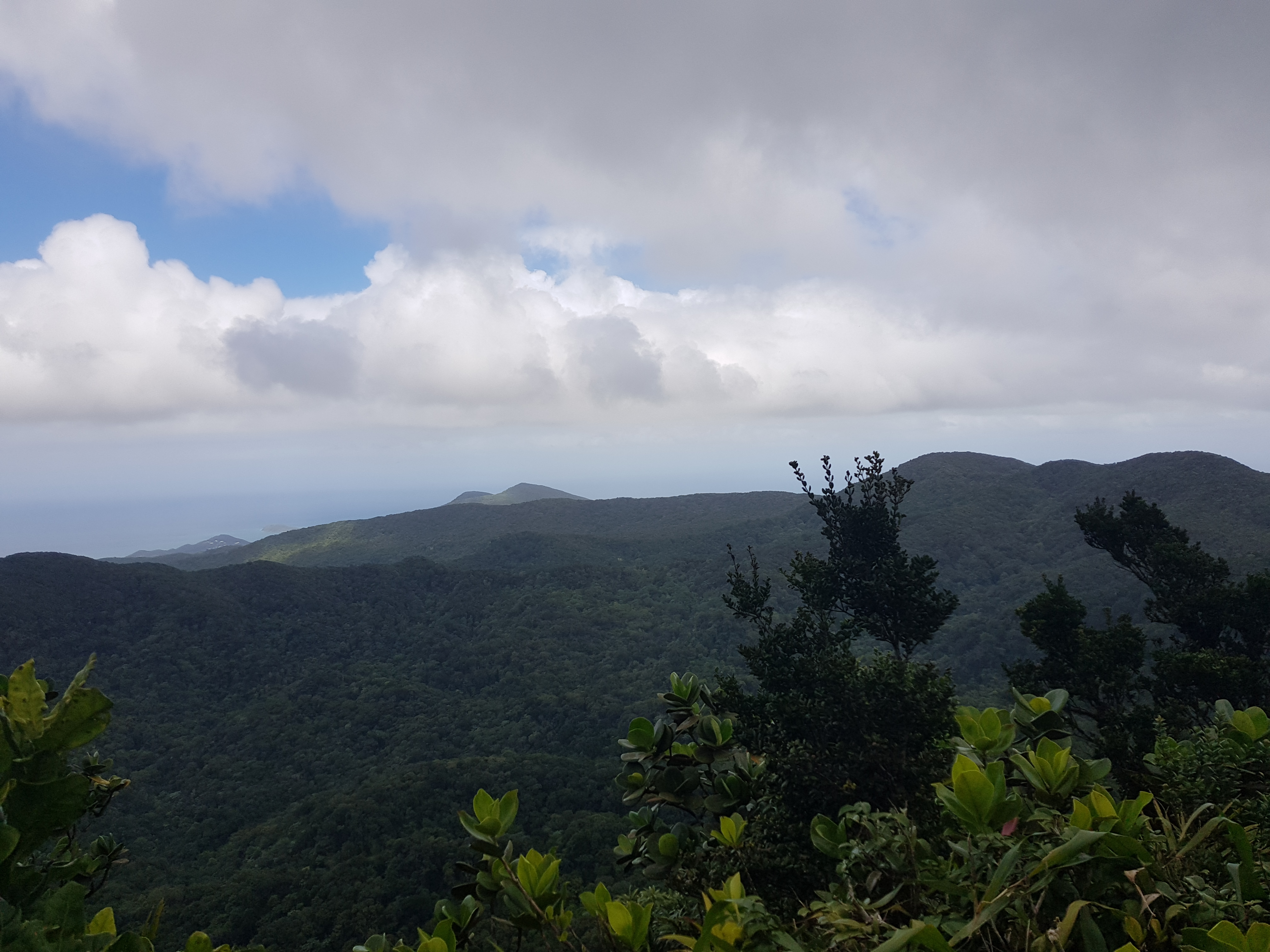
Piton Grand Fond, morne Duranton, morne Paul Thomas, morne Marguerite Larue et morne Mazeau.